# Woippy
Woippy é uma comuna francesa na região administrativa de Grande Leste, no departamento de Mosela. Estende-se por uma área de 14,59 km², com 13755 habitantes, segundo os censos de 1999, com uma densidade de 942 hab/km².